# Potorous
Potorous là một chi động vật có vú trong họ Potoroidae, bộ Hai răng cửa. Chi này được Desmarest miêu tả năm 1804. Loài điển hình của chi này là Didelphis murina Cuvier, 1798 (= Didelphis tridactyla Kerr, 1792).

## Hình ảnh

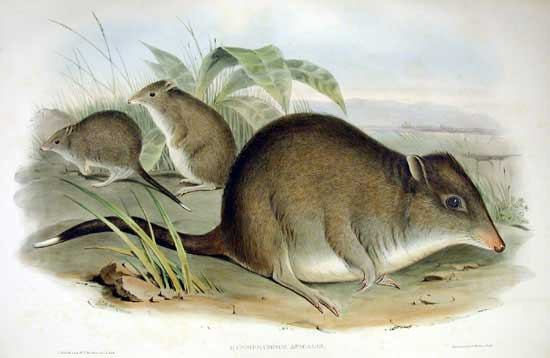
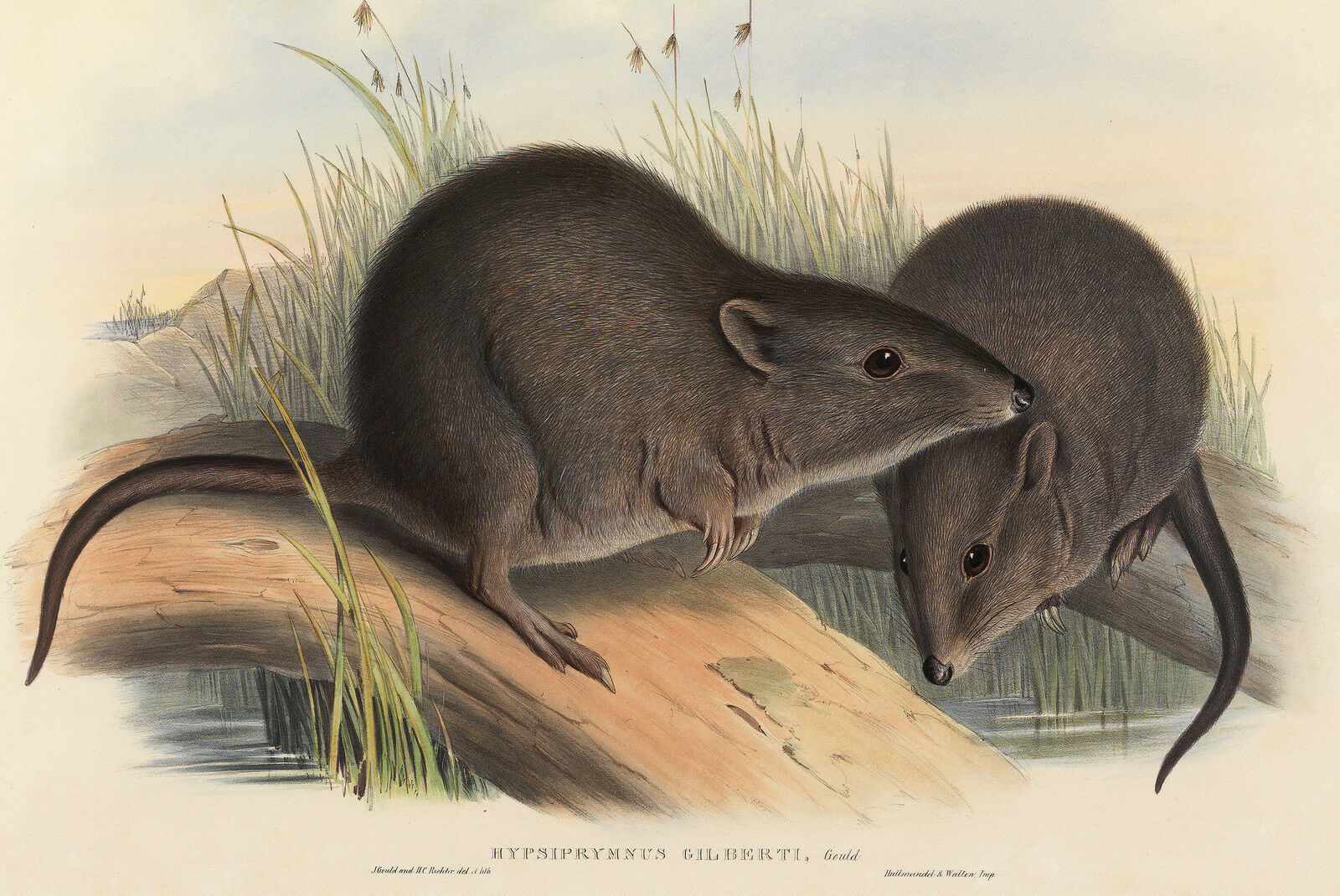
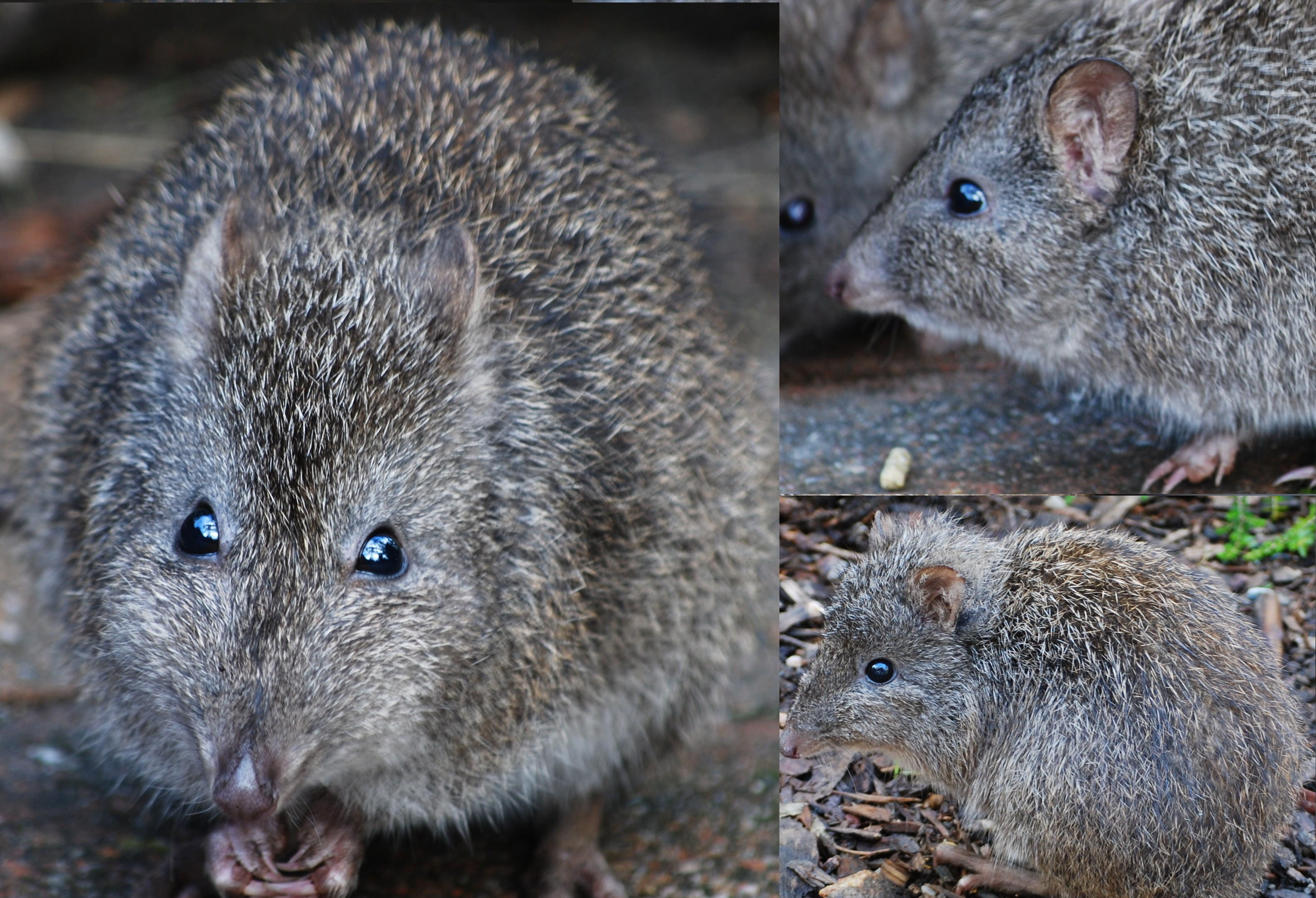
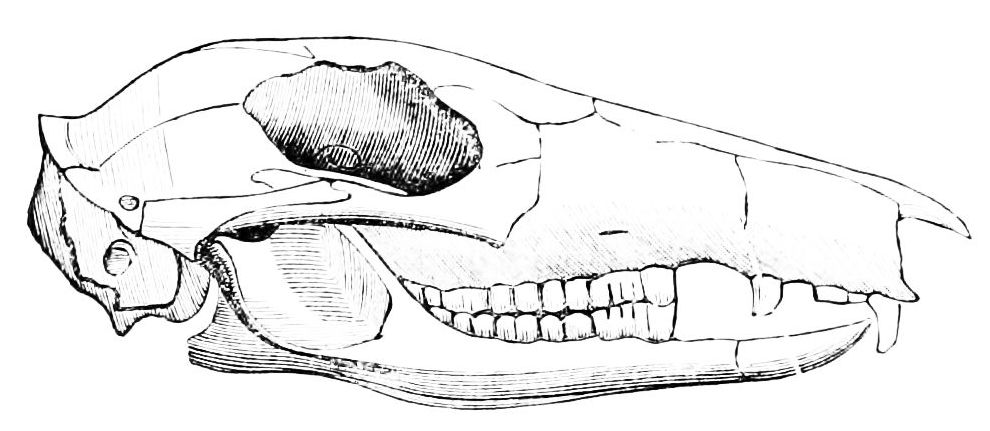

## Các loài
Chi này gồm các loài:
- Potorous gilbertii
- Potorous longipes
- †Potorous platyops
- Potorous tridactylus